# Roger Newdigate
Ne doit pas être confondu avec Prix Newdigate.
Sir Roger Newdigate, 5e baronnet (30 mai 1719-23 novembre 1806) est un homme politique anglais qui siège à la Chambre des communes entre 1742 et 1780. Il est également collectionneur d'antiquités.

## Jeunesse
Il est né à Arbury, Warwickshire, fils de Sir Richard Newdigate, 3e baronnet (décédé en 1727) et hérite du titre de baronnet et des domaines d'Arbury et de Harefield à Middlesex à la mort prématurée de son frère en 1734. Il fait ses études à la Westminster School et à l'University College d'Oxford, où il est inscrit en 1736 et obtient son diplôme de maîtrise en 1738. Il est surtout connu comme le fondateur du prix Newdigate, créé à sa mort  et comme un collectionneur d'antiquités, dont il a fait don à l'Université. Le prix de la Poésie a contribué à faire connaitre les noms de nombreux écrivains illustres. 

## Carrière politique
De 1742 à 1747, il est député de Middlesex et, en 1751, il commence un mandat de 30 ans comme député de l'Université d'Oxford. 

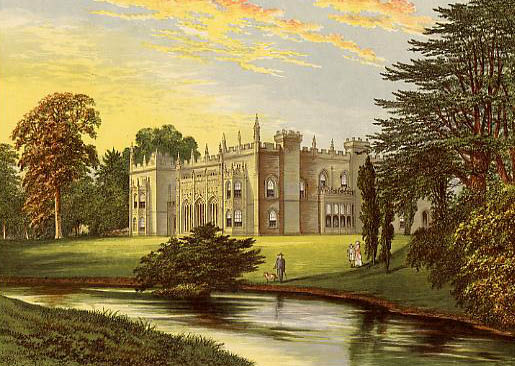
Arbury Hall vers 1880

Il attire l'attention sur la maison élisabéthaine Arbury Hall qu'il reconstruit sur une période de trente ans dans un splendide style gothique Renaissance, en faisant appel aux services de l'architecte Henry Couchman. 

## Vie privée
Il épouse Sophia Conyers en 1743, et en secondes noces Hesther Margaret Munday en 1776. Les deux mariages sont sans enfant et à sa mort en 1806, le titre de baronnet s'éteint. Arbury Hall et Harefield passent à Francis Parker (1774-1862) de Kirk Hallam, Derbyshire, un cousin éloigné du 5e baronnet, qui adopte ensuite le nom supplémentaire de Newdigate. Francis Parker emménage à Arbury Hall et épouse Lady Barbara Maria Legge, fille de George Legge, 3e comte de Dartmouth en 1820. 
Sir Roger est immortalisé dans la fiction dans les scènes de la vie cléricale de George Eliot, où il apparaît comme Sir Christopher Cheverel dans l' histoire d'amour de M. Gilfil . 